# Arturo Vázquez Núñez
Arturo Vázquez Núñez (Orense, 15 de noviembre de 1852-Orense, 2 de marzo de 1907) fue un polígrafo y bibliófilo español, especialista en historia y arqueología.

## Biografía
Estudió Medicina en la Universidad de Santiago de Compostela, aunque abandonó la carrera en 1871. Al año siguiente comenzó a trabajar como funcionario en el Ministerio de Gracia y Justicia cuando la cartera la ocupaba el gallego Montero Ríos. De vuelta en Orense en 1887, trabajó en un instituto como profesor de francés hasta 1891.
Perteneció a la generación de Valentín Lamas Carvajal (nacido en 1849) y Manuel Curros Enríquez (nacido en 1851) con quien mantuvo una estrecha relación. Formó parte de la tertulia del Museo de Orense con Benito Fernández Alonso, Marcelo Macías, Manuel Martínez Sueiro y otros. Publicó la mayor parte de sus investigaciones en el Boletín de la Comisión Provincial de Monumentos Históricos y Artísticos de Orense. Tuvo una gran influencia en la formación intelectual de los miembros más destacados del Grupo Nós, pues puso a disposición de los estudiosos su extensa y bien nutrida biblioteca situada entonces en la calle de San Fernando (hoy Hermanos Villar).
También escribió para los periódicos y revistas como O Tío Marcos da Portela y El Heraldo Gallego fundados por Valentín Lamas Carvajal en 1874 y 1876 respectivamente. Fue cronista oficial de la ciudad de Orense, teniente de alcalde y uno de los fundadores de la Real Academia Gallega.

## Obras
- La excolegiata de Junquera de Ambía, 1900 (Boletín da Comisión Provincial de Monumentos).
- Un sarcófago cristiano del siglo V, 1903 (Boletín de la Real Academia de la Historia).
- Iglesias románicas de la provincia de Orense, 1907 (Boletín de la Real Academia de la Historia).